# Erez Lev Ari
Erez Lev Ari (16 agosto 1970) è un cantautore israeliano.
Nel 1996 si unì alla band Nico poco prima del suo scioglimento. Più tardi partecipò ai due album da solista di Patrick Savage.
Ha suonato la chitarra con Eyal Kofman e nel 2006 è stato membro del gruppo Eyal Kofman veHaNagherim. Durante la sua carriera Erez Lev Ari ha accompagnato numerosi artisti, quali: Etti Ankri, Meir Banai e Manny Beger.
Nel maggio del 2006 uscì il suo primo singolo meTokh haAfela ("Fuori dal buio") ed il 4 Dicembre 2007 uscì il suo primo album, pubblicato dalla NMC.
Nel 2008 la canzone "אנה אפנה" (ana efnè) venne utilizzata come sigla d'apertura per la soap Srughim.
Il 17 maggio 2010 venne pubblicato il suo secondo album "ארגמן" (Armon) preceduti da due singoli "בוקר טוב" (Boker tov) e "בסוף היום" (beSof haYom).

## Discografia
- 2007 Simchat haPratim haKtanim (שמחת הפרטים הקטנים)
- 2008 Ana efné (אנה אפנה)
- 2010 Armon (ארגמן)
- 2013 haEtz haBoded (העץ הבודד)